# کرین براون
کرین براون (به انگلیسی: Corrine Brown) نمایندهٔ حوزه انتخابیه پنجم فلوریدا از حزب دموکرات ایالات متحده آمریکا در مجلس نمایندگان ایالات متحده آمریکا است که برای نخستین‌بار در ۶ ژانویه ۱۹۹۳ میلادی به‌عضویت این مجلس درآمد.